# 羽 (石井竜也のアルバム)
『羽』（はね）は、 2003年12月3日に発売されたT.I GRAND PROJECT名義で発表した石井竜也7枚目のスタジオ・アルバム。

## 概要
石井が「今回のプロジェクトの象徴」としてリリースしたアルバム。初回盤はDVD付。初回盤と通常盤ではジャケットデザインが異なる。

## 収録曲

### DISC 1 (CD)
- 全作詞・作曲:石井竜也
- 編曲：辰巳博成・石井竜也（特記以外）

1. THE WING OF DREAMS 〜Serenity World〜
（編曲：辰巳博成）
Instrumental。アルバムのオープニングテーマ。プロジェクトの性質上、『石井竜也らしさ』みたいなものを消したいと考えていたとのこと。
2. GROUND ANGEL
16thシングル。
3. 天使の羽音
16thシングル2曲目。
4. TRUE EYES
5. OCEAN WAVE
ミュージック・ビデオも制作されている。
6. ふたり
7. 愛
8. AUTUMN
9. WINTER IS ON IT WAY
（編曲：辰巳博成・末原康志・石井竜也）
10. テンシ・ノ・ササヤキ
（編曲：辰巳博成・末原康志・石井竜也）
11. THE WING OF DREAMS
1曲目の歌唱入りヴァージョン。
当初、この曲に詞をつけるつもりはなかったが、自然な流れで詞をつけることになったとのこと。

#### 参加ミュージシャン
- Vocal、Chorus:石井竜也
- Synthesizer program:辰巳博成
- Guitar、Bass:末原康志
- Strings: Kana Strings
- Piano:中西康晴
- Poetry Reading: Marie Therese Hanna

### DISC 2 （初回盤DVD）
Paint-1
- GROUND ANGEL

Paint-2
- 天使の羽音

Paint-3
- OCEAN WAVE

Paint-4